# جلیدان
جلیدان، روستایی است از توابع بخش لشت نشا شهرستان رشت در استان گیلان ایران است .  این روستا در بخش لشت نشا جزو روستا های برجمعیت محسوب میشود که جمعیت آن در سال ۱۴۰۲ بر بالغ ۱۲۰۰ نفر تخمین میشود.

## جمعیت
این روستا در دهستان علی‌آباد زیباکنار قرار دارد و براساس سرشماری مرکز آمار ایران در سال ۱۳۸۵، جمعیت آن ۱۱۸۱ نفر (۳۴۵خانوار) بوده است . همچنین طبق پیش بینی ها جمعیت آن  هم اکنون در سال ۱۴۰۲ بر بالغ ۱۲۰۰ می باشد .